# Bursera collina
Bursera collina är en tvåhjärtbladig växtart som beskrevs av T. S. Brandegee. Bursera collina ingår i släktet Bursera och familjen Burseraceae. Inga underarter finns listade i Catalogue of Life.